# Kotorna
Kotorna, tudi skalna jerebica (znanstveno ime Alectoris  graeca) je ptica ki spada v družino poljskih kur (Phasianidae). Naseljuje Evropo, najdemo jo v Alpah, Italiji, na Balkanu in v Grčiji.
Kotorna je nekoliko večja od poljske jerebice, meri 35 cm, dolžino repa ima 9 cm in tehta okoli 60 dag. Je pretežno modrikasto siva, po trebuhu svetla, na svetlih bokih pa ima prečne črte in rjasto rdeče proge. Na vratu ima belo liso, obrobljeno z močnim črnim robom, ki se nadaljuje prek oči in korena kljuna. Kljun, noge in kolobarji okrog oči so rdeči. Samec  se od samice loči predvsem po bradavičastem izrastku (ostrogi) nad zadnjim prstom na nogi.
Živi v enoženstvu, paritev je v marcu in aprilu. Gnezdo je vdolbinica  na tleh, skrita med skalami ali pod grmom. Samica znese 10 -15 peščenih, rjavo lisastih jajc, iz teh pa se po 25 dneh izvale kebčki, ki jih vodita samec in samica.
Hrani se z žuželkami, črvi, ličinkami, popjem in mladimi poganjki, s semenjem in podobnim.
Živi v odprtem skalnem svetu do snežne meje. Najpogostejša je na področju Alp, posebej priljubljene pa so ji kraške pokrajine obrasle s travo in gostim grmovjem. S svojo skalno modrikasto barvo se je prilagodila barvi kraškega krša.

## Podvrste
Kotorna ima štiri priznane podvrste:
- A. g. graeca (Meisner, 1804) - Srbija in Albanija do Grčije in Bolgarije
- A. g. orlandoi (Priolo, 1984) - Italija
- A. g. saxatilis (Bechstein, 1805) – Alpe od Francije do zahodne Hrvaške
- A. g. whitakeri (Schiebel, 1934) – Sicilija
- A. g. martelensis – paleopodvrsta, znana samo po fosilnih ostankih